# Havre Athletic Club 2024-2025
Questa voce raccoglie le informazioni riguardanti l'Havre Athletic Club nelle competizioni ufficiali della stagione sportiva 2024-2025.

## Maglie e sponsor
| Casa | Trasferta | Terza divisa |

## Rosa
Aggiornato al 2 maggio 2025. 
 In corsivo i calciatori ceduti durante la stagione. 
| N. |                         | Ruolo | Calciatore            |
| -- | ----------------------- | ----- | --------------------- |
| 1  | Francia (bandiera)      | P     | Mathieu Gorgelin      |
| 4  | Francia (bandiera)      | D     | Gautier Lloris        |
| 6  | Francia (bandiera)      | D     | Étienne Youté Kinkoué |
| 7  | Ungheria (bandiera)     | D     | Loïc Nego             |
| 8  | Marocco (bandiera)      | C     | Yassine Kechta        |
| 9  | RD del Congo (bandiera) | A     | Yann Kitala           |
| 10 | Guadalupa (bandiera)    | A     | Josué Casimir         |
| 11 | Stati Uniti (bandiera)  | C     | Emmanuel Sabbi        |
| 14 | Russia (bandiera)       | C     | Daler Kuzjaev         |
| 17 | Marocco (bandiera)      | D     | Oualid El Hajjam      |
| 18 | Francia (bandiera)      | D     | Yanis Zouaoui         |
| 19 | Senegal (bandiera)      | C     | Rassoul Ndiaye        |
| 20 | Francia (bandiera)      | A     | Élysée Logbo          |
| 21 | Francia (bandiera)      | A     | Antoine Joujou        |
| 23 | Francia (bandiera)      | D     | Junior Mwanga         |

| N. |                     | Ruolo | Calciatore        |
| -- | ------------------- | ----- | ----------------- |
| 25 | Francia (bandiera)  | C     | Alois Confais     |
| 28 | Ghana (bandiera)    | C     | André Ayew        |
| 30 | Francia (bandiera)  | P     | Arthur Desmas     |
| 32 | Francia (bandiera)  | D     | Timothée Pembélé  |
| 32 | Francia (bandiera)  | C     | Mahamadou Diawara |
| 44 | Francia (bandiera)  | C     | Ismaïl Bouneb     |
| 45 | Senegal (bandiera)  | C     | Issa Soumaré      |
| 46 | Marocco (bandiera)  | D     | Ilyes Housni      |
| 50 | Francia (bandiera)  | P     | Paul Argney       |
| 70 | Svizzera (bandiera) | C     | Ruben Londja      |
| 93 | Senegal (bandiera)  | D     | Arouna Sangante   |
| 94 | Guinea (bandiera)   | C     | Abdoulaye Touré   |
| 97 | Senegal (bandiera)  | D     | Fodé Ballo-Touré  |
| 99 | Egitto (bandiera)   | A     | Ahmed Hassan      |

## Calciomercato

### Sessione estiva
| Acquisti         | Acquisti         | Acquisti         | Acquisti         |
| R.               | Nome             | da               | Modalità         |
| Altre operazioni | Altre operazioni | Altre operazioni | Altre operazioni |
| R.               | Nome             | da               | Modalità         |
| ---------------- | ---------------- | ---------------- | ---------------- |

| Cessioni | Cessioni | Cessioni | Cessioni |
| R.       | Nome     | a        | Modalità |
| -------- | -------- | -------- | -------- |

#### Sessione invernale
| Acquisti | Acquisti | Acquisti | Acquisti |
| R.       | Nome     | da       | Modalità |
| -------- | -------- | -------- | -------- |

| Cessioni | Cessioni | Cessioni | Cessioni |
| R.       | Nome     | a        | Modalità |
| -------- | -------- | -------- | -------- |

## Statistiche

### Statistiche di squadra
| Competizione     | Punti | In casa | In casa | In casa | In casa | In casa | In casa | In trasferta | In trasferta | In trasferta | In trasferta | In trasferta | In trasferta | Totale | Totale | Totale | Totale | Totale | Totale | DR  |
| Competizione     | Punti | G       | V       | N       | P       | Gf      | Gs      | G            | V            | N            | P            | Gf           | Gs           | G      | V      | N      | P      | Gf     | Gs     | DR  |
| ---------------- | ----- | ------- | ------- | ------- | ------- | ------- | ------- | ------------ | ------------ | ------------ | ------------ | ------------ | ------------ | ------ | ------ | ------ | ------ | ------ | ------ | --- |
| Ligue 1          | 19    | 16      | 3       | 2       | 11      | 14      | 38      | 15           | 5            | 2            | 8            | 20           | 27           | 31     | 8      | 4      | 19     | 34     | 65     | -31 |
| Coppa di Francia | -     | -       | -       | -       | -       | -       | -       | 1            | 0            | 0            | 1            | 0            | 1            | 1      | 0      | 0      | 1      | 0      | 1      | -1  |
| Totale           | -     | 16      | 3       | 2       | 11      | 14      | 38      | 16           | 5            | 2            | 9            | 20           | 28           | 32     | 8      | 4      | 20     | 34     | 66     | -32 |

### Andamento in campionato
| Giornata  | 1  | 2 | 3 | 4 | 5  | 6  | 7  | 8  | 9  | 10 | 11 | 12 | 13 | 14 | 15 | 16 | 17 | 18 | 19 | 20 | 21 | 22 | 23 | 24 | 25 | 26 | 27 | 28 | 29 | 30 | 31 | 32 | 33 | 34 |
| --------- | -- | - | - | - | -- | -- | -- | -- | -- | -- | -- | -- | -- | -- | -- | -- | -- | -- | -- | -- | -- | -- | -- | -- | -- | -- | -- | -- | -- | -- | -- | -- | -- | -- |
| Luogo     | C  | T | C | T | T  | C  | T  | C  | T  | C  | C  | T  | C  | T  | C  | T  | C  | T  | C  | T  | T  | C  | C  | T  | C  | T  | C  | T  | C  | T  | C  | T  | C  | T  |
| Risultato | P  | V | V | P | P  | P  | P  | P  | P  | V  | P  | V  | P  | P  | P  | P  | P  | N  | P  | N  | V  | P  | P  | V  | N  | P  | V  | V  | P  | P  | N  |    |    |    |
| Posizione | 16 | 9 | 7 | 9 | 12 | 14 | 15 | 16 | 17 | 17 | 17 | 14 | 16 | 17 | 17 | 17 | 17 | 17 | 18 | 18 | 17 | 17 | 17 | 16 | 16 | 17 | 16 | 15 | 16 | 16 | 16 |    |    |    |

Legenda:

Luogo: C = Casa; T = Trasferta. Risultato: V = Vittoria; N = Pareggio; P = Sconfitta.